# Ella Constantinescu-Zeller
Ella Constantinescu-Zeller, född 26 november 1933 i Moldova-Nouă i Caraș-Severin, död 8 mars 2025 i Hanau, Hessen, Tyskland, var en rumänsk bordtennisspelare och världsmästare i dubbel och lag, och europamästare i dubbel.
Hon spelade sitt första VM 1952 och 1965 - 14 år senare sitt 8:e och sista. 
Under sin karriär tog hon 13 medaljer i bordtennis-VM: 5 guld, 3 silver och 5 brons.

## Halls of Fame
- 1995 valdes hon in i ITTF:s Hall of Fame.[3]

## Meriter
- Bordtennis VM
  - 1952 i Bombay
    - kvartsfinal dubbel
    - 2:a plats med det rumänska laget

  - 1953 i Bukarest
    - kvartsfinal singel
    - 1:a plats med det rumänska laget

  - 1954 i London
    - 4:e plats med det rumänska laget

  - 1955 i Utrecht
    - 1:a plats dubbel med Angelica Rozeanu
    - 1:a plats med det rumänska laget

  - 1956 i Tokyo
    - 3:e plats singel
    - 1:a plats dubbel med Angelica Rozeanu
    - 3:e plats mixed dubbel med Toma Reieter)
    - 1:a plats med det rumänska laget

  - 1957 i Stockholm
    - 3:e plats singel
    - 3:e plats dubbel med Maria Alexandru
    - 2:a plats med det rumänska laget

  - 1963 i Prag
    - 3:e plats singel
    - 2:a plats med det rumänska laget

  - 1965 i Ljubljana
    - kvartsfinal dubbel
    - 4:e plats med det rumänska laget

- Bordtennis EM
  - 1958 i Budapest
    - kvartsfinal singel
    - 1:a plats dubbel med Angelica Rozeanu
    - kvartsfinal mixed dubbel
    - 2:a plats med det rumänska laget

  - 1964 i Malmö
    - kvartsfinal singel
    - 2:a plats dubbel med Maria Alexandru

- Balkan Championships 
  - 1963 i Aten
    - 2:a plats singel
    - 1:a plats dubbel med Maria Alexandru
    - 1:a plats med det rumänska laget

  - 1964 i Aten
    - 3:e plats singel
    - 1:a plats dubbel med Maria Alexandru
    - 1:a plats mixed dubbel med Dorin Giurgiuca
    - 1:a plats med det rumänska laget

  - 1965 i Sofia
    - 2:a plats singel
    - 1:a plats dubbel med Maria Alexandru
    - 1:a plats med det rumänska laget